# Саве
Саве је највећа река која извире у Зимбабвеу. Извор се налази око 60 km југозападно од Марондере. Река Саве, или река Саби (португалски: Рио Саве) је река дуга 640 км у југоисточној Африци, која протиче кроз Зимбабве и Мозамбик.